# Siker (marca)
Siker Pro es una marca chilena nacida en el año 2019, por el grupo Comercial North Clothes Ltda., dedicada a la fabricación  de calzado, ropa deportiva y otros productos relacionados con el deporte. Su sede principal se encuentra en Arica, Chile.
Además posee la licencia de la marca mexicana Rinat, en el territorio nacional.
Fue fundada por Jorge Tapia, bajo la razón social de Comercial North Clothes, la cual se encuentra ubicada en la calle Barros Arana 3084, Barrio Industrial, dentro de la ciudad de Arica.

## Patrocinios

### Clubes
- Magallanes
- Fernández Vial
- Club Deportivo San Marcos de Arica
- Coquimbo Unido
- Cobreloa

## Enlaces
- Siker en Instagram
- Siker en Facebook